# にくきゅう
にくきゅうは株式会社アルファのアダルトゲームブランド。関連ブランドに「OUTLAW」「Lightplan」「accent」があったが、本ブランドも含めて全て残存せず。そのにくきゅうも2001年発売の「ラグナ」以降全く活動が見られないが、作品の多くが現在ダウンロード販売されている。

## 作品一覧
にくきゅう
- 好き！
- すすめ！超常現象研究部
- 無垢
  - 無垢 弐
- 精神的外傷（トラウマ）
- 追跡者 〜ストーカー〜
- めい・king
- となりのお姉さん
- 姉妹いじり 〜散ル花 二輪〜
- LARENTIA 〜熱情の都〜
- トレス・マリアス 〜3人の聖処女〜
- ラグナ

OUTLAW
- 性鬼 〜凌辱の仮面〜
- 紺碧塔組合 〜Guild of Emerald Tower〜
- Fall Love Story
- 選抜警備隊
- 暴走!じゃすてぃす

LightPlan
- 上海侍女（メイド）物語
- Myフェアりんく 〜妖精白夜物語〜

accent
- She'sn 〜シーズン〜

## 主なスタッフ
原画
- 碧衣悠

シナリオ
- でぇすて - 現在は多くのブランドで活躍中
- 林保成
- 青匣新力

## 備考
- 現在、にくきゅうのホームページと同じドメインに株式会社TOPが運営している模型販売チェーン店「ホビーランドぽち」のページがあるが、株式会社アルファとの関連は不明[1]。